# Jet (sieć stacji paliw)
Jet – marka sieci stacji paliw koncernu Phillips 66, używana w Europie.
Obecnie stacje Jet działają w Austrii, Niemczech i Wielkiej Brytanii.
W 2007 roku Lukoil wykupił 376 stacji paliw JET w sześciu krajach Europy, w tym 83 w Polsce.